# Théodore Quinette de Rochemont
Théodore Quinette de Rochemont (Amiens, 7 september 1802 – Parijs, 15 juni 1881) was een Frans politicus en diplomaat.

## Biografie
Quinette de Rochemont nam deel aan de Julirevolutie van 1830 en werd in 1832 burgemeester van Soissons. Hij was afgevaardigde van het departement Aisne in de Nationale Vergadering, het lagerhuis van het tweekamerparlement van de Franse Republiek, van 1835 tot 1849.
Hij werd in 1849 benoemd als ambassadeur van Frankrijk in België en vervulde deze functie tot de staatsgreep van Napoleon III in 1851. Na zijn afscheid ontving hij per Koninklijk besluit in 1852 het grootlint in de Leopoldsorde als dank voor bewezen diplomatieke dienst.
Als antimonarchist schaarde Quinette de Rochemont zich pas na aarzeling achter het Tweede Franse Keizerrijk. Van 1854 tot 1873 was hij lid van de Franse Raad van State.
In 1867 werd hij benoemd tot commandeur in het Legioen van Eer.